# Gelukkige Sophie 1ste serie
Gelukkige Sophie 1ste serie is het derde album in de reeks van Sophie. 
Het is een bundeling van 8 korte verhalen. Dit is het eerste album waarin Starter en Pieters niet prominent aanwezig zijn. Op enkele plaatjes na in het eerste kortverhaal zijn ze zelfs helemaal afwezig net als Sophies vader. Sophie staat nu volledig op haar eigen benen om (zij het nog korte) avonturen te beleven. Het album werd in 1969 uitgegeven door Dupuis en in herdruk in 1981. Al deze verhalen verschenen in Robbedoes.

## Het eitje van de goudvink
Dit verhaal van 4 pagina's is verschenen in Robbedoes nummer 1408 (1965).

### Personages
- Sophie
- eierdief

### Uitvindingen van Karapolie
- Het ei

### Verhaal
Sophie loopt vrolijk door het park en geniet van de lente. Plots bemerkt ze een man die een nest van een goudvink wil roven. Sophie steekt hier echter een stokje voor. Ze is er echter van overtuigd dat de man terug zal komen voor een nieuwe poging en bedenkt een plan om hem die zin te ontnemen.
De boef keert ’s avonds inderdaad terug voor een nieuwe poging. Plots ziet hij een groot geel ei met zwarte strepen. Het lijkt wel een tijger-ei. Dit ei achtervolgt hem. Hij roept per telefoon de hulp in van de politie, die hem niet gelooft. De man zweert plechtig dat hij nooit meer eieren zal roven uit nesten. De man wordt een echte vogelvriend omdat Sophie hem een lesje had geleerd.
Opmerking: Dit is dus het eerste echte verhaaltje met Sophie in de hoofdrol

## De dief in het park
Dit verhaal van 6 pagina's is verschenen in Robbedoes nummer 1434 (1965).

### Personages
- Sophie
- Vink
- inspecteur der gemeenteparken
- Rienus met de feeënhanden

### Uitvindingen van Karapolie
- anti-diefstaltas

### Verhaal
Parkwachter Vink krijgt van zijn baas te horen dat er een dief in het park zit die portefeuilles en handtassen steelt. De inspecteur eist daarom van Vink dat hij de dief zal aanhouden, zo niet krijgt Vink zijn ontslag. Gelukkig is Sophie in de buurt. Ze besluit om de brave parkwachter te helpen. Verkleed als oma en haar kleinzoon wachten Sophie en Vink af tot de boef zal toeslaan.
Sophie doet net alsof ze haar handtas met geld onbewaakt op de bank laat liggen. De boef verkleed als een indiaan en rijdend op een driewieler, grist de tas weg. Als hij ervan door gaat, klemt de tas zich echter om zijn arm. De boef, Rienus met de feeënhanden, gaat verder en probeert te ontsnappen. Maar de tas wordt steeds maar groter, blaast zichzelf op als een ballon. Uiteindelijk is de tas zo groot dat Rienus niet meer verder kan. Hij wordt ingerekend door de politie. Vink kan zijn baan behouden dankzij de hulp van Sophie.

## De aprilmop
Dit verhaal van 6 pagina's is verschenen in Robbedoes nummer 1459 (1966).

### Personages
- Sophie
- man van verborgen camera
- Joep de knutselaar

### Verhaal
Wanneer Sophie door een etalageraam naar televisie kijkt, wordt ze door een verborgen camera beetgenomen. Ze kan wel lachen om dit onschuldige grapje. Vervolgens ziet ze op TV het nieuws waarin wordt verteld dat Joep de knutselaar tien dagen voor Pasen een vrachtauto gevuld met paaseieren heeft gestolen. Sophie sakkert en denkt aan al die arme kinderen die nu geen vrolijk Pasen gaan beleven. In gedachten verzonken loopt ze bijna iemand omver. Plots merkt ze dat het Joep de knutselaar is.
Sophie roept de hulp in van enkele mensen (waaronder ook verklede politieagenten), maar die denken allemaal dat het om een eenaprilgrap gaat. Sophie neemt het heft dan maar in eigen handen. In een winkel van feestartikelen, koopt ze rotjes en handboeien. Ze weet met deze artikelen de boef zo ver te krijgen dat hij zichzelf aangeeft bij de politie.

## Calamity Sophie
Dit verhaal van 6 pagina's is verschenen in Robbedoes nummer 1513 (1967).

### Personages
- Sophie
- Bertje

### Verhaal
De burgemeester heeft besloten om het vijfhonderdjarige bestaan van de gemeente op een erg originele manier te vieren. Alle burgers wordt verzocht om zich daarom te verkleden. Sophie, verkleed als Calamity Jane, amuseert zich kostelijk met het bekijken van al die verklede mensen. Ze ontmoet ook Bertje die zich heeft verkleed als Lucky Luke. De hele strip is een ode aan Lucky Luke, want ook Billy the Kid, de Daltons en Morris (tekenaar van Lucky Luke) komen er in voor. 
De Daltons nemen hun taak toch wel erg serieus en beroven echt de bank. Sophie en Bertje steken hier echter een stokje voor. De Daltons worden uitgeleverd aan de politie. Het blijkt om de gebroeders Grijperd te gaan.
Opmerking: Een van de verklede mensen in het eerste plaatje lijkt wel erg veel op Obelix.

## De wandelende sneeuwpop
Dit verhaal van 8 pagina's is verschenen in Robbedoes nummer 1496 (1966).

### Personages
- Sophie
- Bertje
- Vink
- Raafjes
- inspecteur der gemeenteparken

### Verhaal
Parkwachter Vink wordt nog maar eens gekweld door zijn werkgever. Er bevindt zich een sneeuwpop op het gazon. Als de inspecteur ergens niet tegen kan is het dat mensen op het gazon lopen. Omdat de sneeuwpop zo erg op hem gelijkt, is de inspecteur zo boos dat hij Vink ontslaat. De inspecteur stelt prompt hulpwachter Raafjes aan als nieuwe parkwachter. De ongelukkige Vink kruist gelukkig het pad van Sophie en Bertje. Bertje vertelt aan Vink dat hij had gezien dat Raafjes de sneeuwpop had gemaakt zodat hij Vinks baantje kon inpikken. Sophie bedenkt een plan om ervoor te zorgen dat Vink zijn baan terug kan krijgen.
Sophie leent een nagemaakte sneeuwpop bij een vriend van haar vader, die een reclamebureau heeft. Sophie kruipt in de plastieken sneeuwpop en begint terreur te zaaien in het park. Hierdoor zorgt ze ervoor dat Raafjes zich schuldig gaat maken aan de verboden van de inspecteur. Raafjes wordt er zo gek van dat hij alles opbiecht aan zijn baas. De inspecteur is door toedoen van Sophie vergevensgezind en ontslaat Raafjes niet. Uiteraard wordt Vink weer aangenomen die op die manier een leuk kerstcadeau krijgt.

## Lord Nelson
Dit verhaal van 6 pagina's is verschenen in Robbedoes nummer 1524 (1967).

### Personages
- Sophie
- Bertje
- Lord Nelson
- mijnheer Rebus
- ontvoerder met zenuwtrek

### Verhaal
Sophie is op vakantie aan zee. Ook Bertje is er die een wel erg leuke hond bij zich heeft. Zijn naam is Lord Nelson. Hij is eigendom van een oude, rijke dame die Bertje een mooi zakcentje toestopt als hij haar hondje mee uit wandelen neemt. Een moment van onoplettendheid van de kinderen en de hond is verdwenen. De kinderen vinden een briefje. Uit het briefje blijkt dat Lord Nelson is ontvoerd. De ontvoerder eist losgeld of anders zal hij het diertje ombrengen. Uiteraard willen ze het hondje terugkrijgen. Sophie heeft een plan.
Sophie en Bertje gaan naar een collega van Sophies vader, mijnheer Rebus. Deze man is een handschriftdeskundige. Hij weet door het handschrift van de briefschrijver te bestuderen, enkele van diens kenmerken te onthullen. Een ervan is dat de ontvoerder een in het oog springende zenuwtrek heeft. Sophie en Bertje gaan op zoek naar zo een persoon. Na eerst een vergissing te maken, vinden ze de ontvoerder en Lord Nelson. Ze bevrijden de hond. De boef wil dat verhinderen, maar zijn eigen zenuwtrek doet hem hierbij de das om.

## De trombone der goedheid
Dit verhaal van 6 pagina's is verschenen in Robbedoes nummer 1548 (1967).

### Personages
- Sophie
- Bertje
- Dingel de speelman
- mijnheer Grijpstuiver

### Verhaal
Sophie en Bertje lopen op kerstavond door de besneeuwde straten van de stad. Ze ontmoeten Dingel de speelman. Hij klaagt tegen de kinderen dat zijn pet leeg is. Hij vindt dat de mensen gierig zijn geworden en oude muziek niet meer weten te waarderen. Sophie en Bertje geven wat geld waarvoor Dingel hen erg dankbaar is. Toch vragen ze zich af of ze niet meer kunnen doen voor de speelman.
Plots vinden de kinderen een speelgoedwinkel die wordt uitgebaat door twee mannen met een witte baard. Ze roepen de kinderen naar binnen. Ze schenken de kinderen een trombone die ze aan Dingel moeten geven. Ze beweren dat als je op de trombone speelt je versteende harten kan ontdooien en naastenliefde zaaien. Sophie en Bertje nemen meteen de proef op de som. Sophie speelt op de trombone als de gierigste man van de stad, mijnheer Grijpstuiver voorbij komt. De man geeft hen prompt een grote som geld. Overtuigd van de kracht van het instrument, geven ze de trombone aan Dingel. Na aandringen speelt Dingel op het instrument. Alle mensen worden plots heel vrijgevig naar Dingel toe. De man is uiteraard overgelukkig met al die geschenken. Sophie en Bertje gaan later terug naar de speelgoedwinkel maar die blijkt plots verdwenen te zijn. Ook de trombone verdwijnt in het niets.
Opmerking: mijnheer Grijpstuiver wordt in dit verhaal mijnheer Schraperd genoemd, de verkopers van de winkel lijken erg veel op Sinterklaas en de Kerstman.

## De ijsoorlog van Figarossi
Dit verhaal van 6 pagina's is verschenen in Robbedoes nummer 1565 (1968).

### Personages
- Sophie
- Bertje
- ijsventer
- Figarossi
- twee zware jongens
- Boris Analine

### Verhaal
Figarossi is de uitbater van een ijssalon. Hij wil het ijswagentje van een ijsventer kopen om zo een monopolie te verwerven in ijsverkoop in de stad. De ijsventer weigert omdat het zijn broodwinning is en zijn ijs populair is bij de mensen. Figarossi stuurt twee stoere jongens op de ijsventer af die ijs bij hem gaan kopen. Ook Sophie en Bertje, die in het Italiaanse stadje op vakantie zijn, kopen ijs bij de man. Ze zijn getuige van het feit dat Figarossi’s mannen hun huid dezelfde kleur heeft gekregen van het ijs dat ze hadden besteld. Ze maken de ijsventer uit voor een gifmenger die prompt de benen moet nemen voor alle mensen die dat gehoord en gezien hebben. Sophie en Bertje snappen er niets van, want hun huid verkleurde niet ook al aten ze van het ijs. Sophie wil deze vreemde zaak onderzoeken.
Sophie besluit om een vriend van haar vader op te gaan zoeken, een man die gespecialiseerd is in kleurstoffen. Zijn naam is Boris Purperovitsj Analine. De kinderen vertellen hem het hele verhaal. Boris zegt dat de verkleuring van de huid niet door het ijs komt, maar door een pilletje dat hij Valandrosonobinol noemt. Hij toont het effect van zo een pil door een blauwgekleurd pilletje te slikken. Hij krijgt een blauwe huid. De pillen hebben slechts een tijdelijk effect en zijn niet giftig. Boris geeft de kinderen een vloeistof mee die de ijsventer door zijn ijs moet mengen om Figarossi een verrassing te bezorgen. De ijsventer doet het. En jawel Figarossi heeft alweer een mannetje ingehuurd om ijs te kopen. Deze kerel bestelt pistache-ijs. Hij slikt een groene Valandrosobinol-pil en verwacht dat zijn huid groen zal worden. Sophie wijst de man erop dat hij eruitziet als een kameleon omdat de man plots overal waar hij gaat en staat de kleur van de omgeving begint aan te nemen. De man zoekt Figarossi op en geeft de ijsmagnaat een flinke pandoering.